# NH농협생명보험

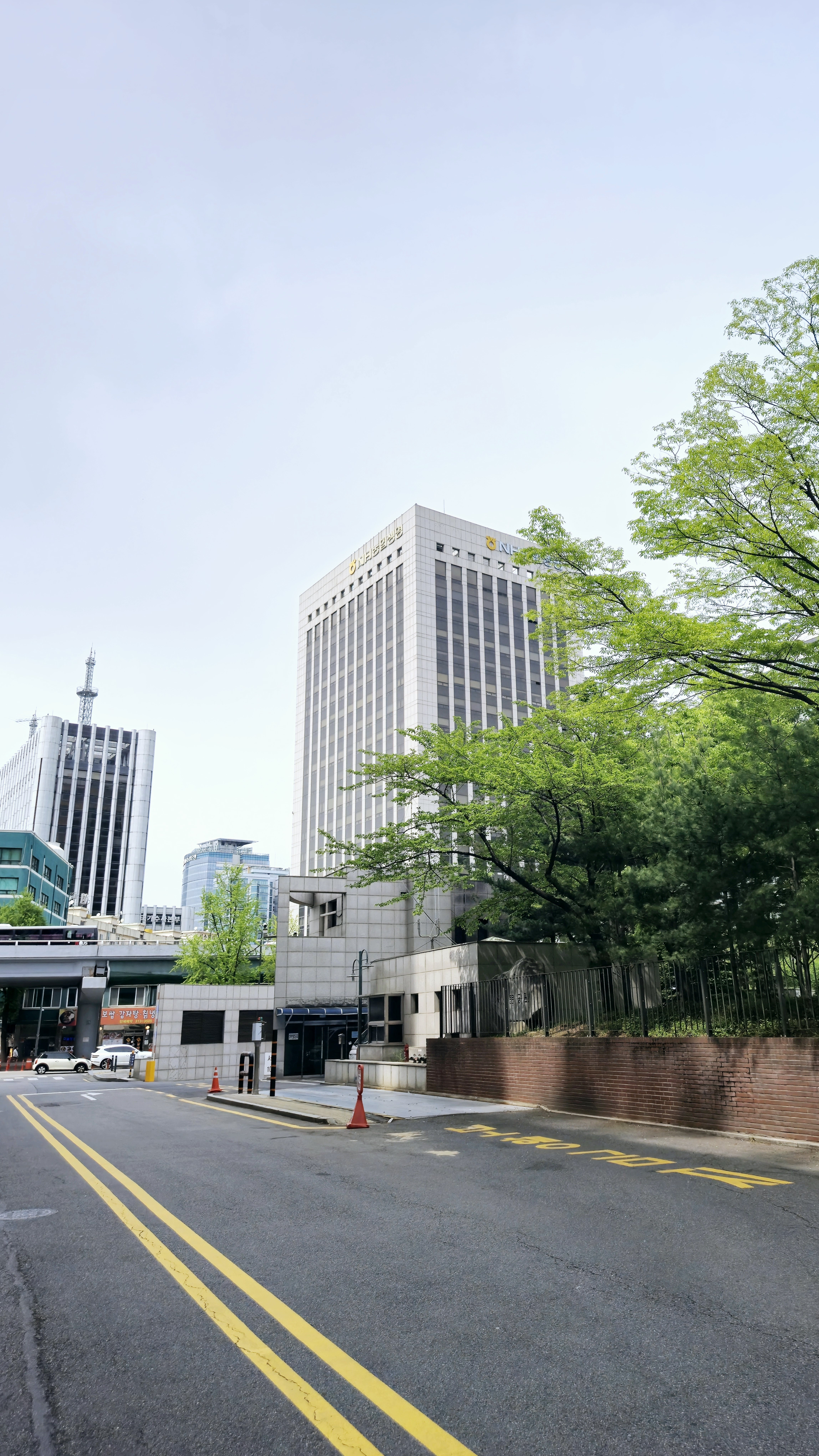
NH농협생명빌딩(서대문구 통일로 87)

NH농협생명보험은 2012년 3월 농협법 개정에 의한 신경분리에 따라 과거 농협중앙회의 공제부문 중 생명보험 부문이 분할되어 설립된 NH농협금융그룹의 계열사이다. 2019년 1월 자산총액 기준 대한민국 생명보험업계 4위의 생명보험사이다.

## 같이 보기
- NH농협손해보험